# Åsa Lindqvist
Åsa Lindqvist är en svensk före detta fotbollsspelare (mittfältare). Hon spelade 12 A-landskamper för Sverige.
Lindqvist inledde sin fotbollskarriär i Smedjebackens FK. Hon spelade sedan i Gideonsbergs IF innan hon 1987 flyttade till Sunnanå SK. 1988 gick hon vidare till allsvenska Gais, där hon tilldelades 1989 tilldelades Hedersmakrillen som lagets bästa spelare. 1993 slogs Gais ihop med Mölndalsklubben Jitex BK, och Lindqvist fortsatte då i Jitex.